# André van de Wijdeven
André van de Wijdeven es un escultor y ceramista neerlandés, nacido el 14 de diciembre de 1964 en Sint-Oedenrode (nl), en la provincia de Brabante Septentrional.

## Datos biográficos
André van de Wijdeven es el autor de la escultura titulada me encanta JR (título original en inglés: I love JR) que forma parte del proyecto Sokkelplan de La Haya y fue instalada en 2007.

## Obras
- me encanta JR - I love JR (2007), La Haya, Grote Marktstraat, dentro del proyecto Sokkelplan.[2]

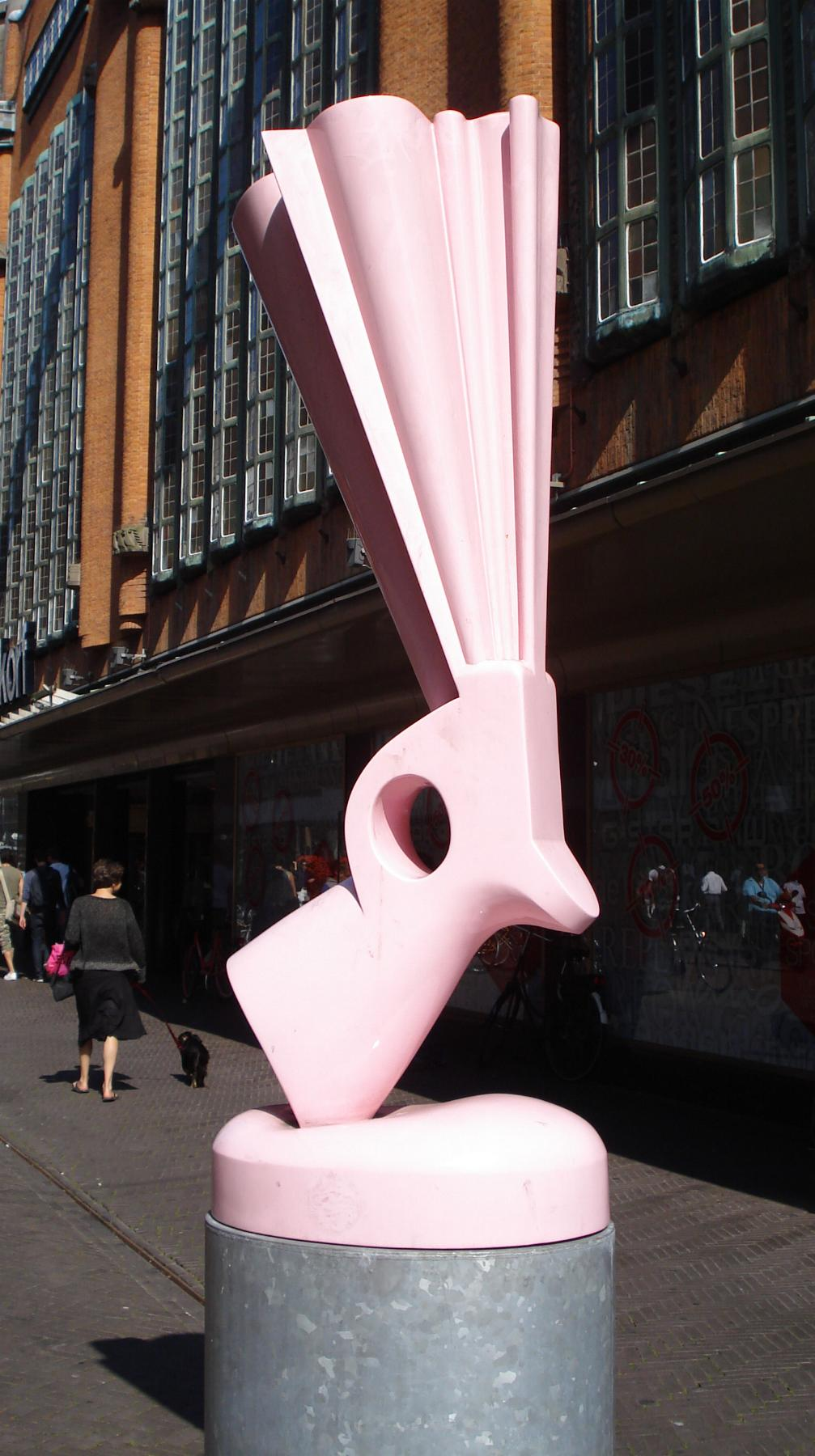
Pulsar para ampliar.